# Linzer Athletik-Sport-Klub 2014-2015
Questa voce raccoglie le informazioni riguardanti il Linzer Athletik-Sport-Klub nelle competizioni ufficiali della stagione 2014-2015.

## Rosa
| N. |                    | Ruolo | Calciatore         |
| -- | ------------------ | ----- | ------------------ |
| 1  | Austria (bandiera) | P     | Pavao Pervan       |
| 5  | Austria (bandiera) | C     | Sebastian Schröger |
| 7  | Austria (bandiera) | C     | Daniel Kogler      |
| 8  | Austria (bandiera) | D     | Gedeon Takougnadi  |
| 9  | Brasile (bandiera) | A     | Fabiano            |
| 10 | Serbia (bandiera)  | A     | Radovan Vujanović  |
| 11 | Austria (bandiera) | C     | Felipe Dorta       |
| 12 | Austria (bandiera) | C     | Tobias Pellegrini  |
| 13 | Austria (bandiera) | D     | Maximilian Ullmann |
| 14 | Austria (bandiera) | C     | Christopher Drazan |
| 15 | Austria (bandiera) | A     | Markus Hammerer    |
| 16 | Austria (bandiera) | C     | Lukas Grgic        |
| 17 | Austria (bandiera) | D     | Felix Luckeneder   |
| 18 | Austria (bandiera) | C     | Thomas Hinum       |

| N. |                        | Ruolo | Calciatore          |
| -- | ---------------------- | ----- | ------------------- |
| 19 | Austria (bandiera)     | A     | Florian Templ       |
| 21 | Qatar (bandiera)       | C     | Assim Madibo        |
| 22 | Austria (bandiera)     | C     | Nikola Dovedan      |
| 23 | Austria (bandiera)     | C     | Stefan Savic        |
| 24 | Stati Uniti (bandiera) | D     | Shawn Barry         |
| 26 | Austria (bandiera)     | D     | Daniel Kerschbaumer |
| 27 | Austria (bandiera)     | P     | Alexander Strobl    |
| 28 | Austria (bandiera)     | D     | Florian Neuhold     |
| 29 | Austria (bandiera)     | C     | Martin Harrer       |
| 30 | Austria (bandiera)     | C     | Christoph Saurer    |
| 33 | Austria (bandiera)     | D     | Harun Erbek         |
| 34 | Austria (bandiera)     | C     | Peter Michorl       |
| 35 | Austria (bandiera)     | P     | Maximilian Penz     |
| 37 | Austria (bandiera)     | D     | Mario Hieblinger    |